# Comarque de Sar
Sar est une comarque de la province de La Corogne en Galice (Espagne). 

## Municipios de la comarque
La comarque est composée de trois municipios (municipalités ou cantons) : 
- Dodro
- Padrón
- Rois